# 李平 (北魏)
李 平（り へい、? - 516年）は、北魏の官僚・軍人。字は曇定、あるいは雲定。本貫は頓丘郡衛国県。

## 経歴
彭城王李嶷（文成元皇后の兄）の長男として生まれた。成長すると、群書を渉猟して、礼や易を好み、文章の才能をみせた。太和初年、通直散騎侍郎の位を受けた。後に父が死去したため、喪に服して孝行で知られた。492年（太和16年）、父の爵位を1級格下げした彭城公の位を嗣いだ。太子中舎人に任じられ、散騎侍郎の位を受けた。さらに舎人のまま、太子中庶子に転じた。自ら外任を求めて、長楽郡太守に任じられた。孝文帝が南征の軍を起こすと、李平は太守のまま冀州儀同開府長史を兼ねた。しばらくして河南尹を代行すると、豪族や権貴ですら摘発を恐れる職務精励ぶりを見せた。宣武帝が即位すると、李平は尹を代行したまま、黄門郎に任じられ、司徒左長史に転じた。まもなく長史のまま、正式に河南尹となった。
宣武帝が鄴に行幸しようとしたため、李平は上表して諫めたが、聞き入れられなかった。帝の命により本官のまま相州の事務を代行することとなり、鄴にやってきた帝を自邸に迎えた。まもなく正式に相州刺史となり、征虜将軍の号を加えられた。相州では農業や養蚕の殖産を進め、儒教教育に力を入れた。孔子と72子の図を堂に掲げ、自ら讚を書いた。後に平東将軍の号を加えられ、洛陽に召還されて長兼度支尚書となった。まもなく正式に度支尚書となり、御史中尉を兼ねた。
508年（永平元年）、京兆王元愉が冀州の信都で反乱を起こすと、李平は使持節・都督北討諸軍事・鎮北将軍・行冀州事となって反乱の討伐にあたった。冀州を平定すると、洛陽に召還されて、本官のまま相州大中正を兼ねた。
かねてより李平は尚書令の高肇や侍御史の王顕らの恨みを買っていた。王顕が李平に代わって御史中尉となると、王顕は李平が冀州で官口をひそかに処断したと告発し、高肇もその弾劾に手を貸した。このため李平は官爵を剥奪された。512年（延昌元年）、宣武帝の意向により官爵をもどされた。度支尚書のまま中書令となった。515年（延昌4年）、孝明帝が即位すると、吏部尚書に転じ、撫軍将軍の号を加えられた。霊太后により武邑郡開国公に封じられた。
ときに南朝梁の左游撃将軍の趙祖悦が硤石に拠り、数万の兵を率いて寿春に迫った。北魏の鎮南将軍の崔亮がこれを攻撃したが、伯父の李誕の子の李崇との連係を欠き、勝利できなかった。516年（熙平元年）、李平は本官のまま使持節・鎮軍大将軍・兼尚書右僕射として行台となり、諸軍を統率して、趙祖悦を攻撃した。王神念（王僧弁の父）や昌義之らの率いる梁の援軍を崔延伯に下蔡で阻止させ、崔亮や李崇らに硤石の城を夜通し攻撃させた。明け方になって硤石が開城降伏すると、李平は趙祖悦を斬り、首級を洛陽に送った。戦功により正式に尚書右僕射となり、散騎常侍の位を加えられた。
洛陽に凱旋して、宣光殿で霊太后の謁見を受けると、金装刀杖1口を賜った。この年の冬に死去した。侍中・驃騎大将軍・儀同三司・冀州刺史の位を追贈された。諡は文烈公といった。生前に作った詩賦や文章や諫言などは文集に記録された。

## 子女
- 李奨
- 李諧
- 李邕（字は修穆、著作佐郎や高陽王元雍の友をつとめ、俊英秀才で知られたが、25歳で死去した）

## 伝記資料
- 『魏書』巻65 列伝第53
- 『北史』巻43 列伝第31